# Impératif Coyolxauhqui
 (mars 2024).
La mise en forme du texte ne suit pas les recommandations de Wikipédia : il faut le « wikifier ».
Les points d'amélioration suivants sont les cas les plus fréquents. Le détail des points à revoir est peut-être précisé sur la page de discussion.
- Les titres sont pré-formatés par le logiciel. Ils ne sont ni en capitales, ni en gras.
- Le texte ne doit pas être écrit en capitales (les noms de famille non plus), ni en gras, ni en italique, ni en « petit »…
- Le gras n'est utilisé que pour surligner le titre de l'article dans l'introduction, une seule fois.
- L'italique est rarement utilisé : mots en langue étrangère, titres d'œuvres, noms de bateaux, etc.
- Les citations ne sont pas en italique mais en corps de texte normal. Elles sont entourées par des guillemets français : « et ».
- Les listes à puces sont à éviter, des paragraphes rédigés étant largement préférés. Les tableaux sont à réserver à la présentation de données structurées (résultats, etc.).
- Les appels de note de bas de page (petits chiffres en exposant, introduits par l'outil «  Source ») sont à placer entre la fin de phrase et le point final[comme ça].
- Les liens internes (vers d'autres articles de Wikipédia) sont à choisir avec parcimonie. Créez des liens vers des articles approfondissant le sujet. Les termes génériques sans rapport avec le sujet sont à éviter, ainsi que les répétitions de liens vers un même terme.
- Les liens externes sont à placer uniquement dans une section « Liens externes », à la fin de l'article. Ces liens sont à choisir avec parcimonie suivant les règles définies. Si un lien sert de source à l'article, son insertion dans le texte est à faire par les notes de bas de page.
- La présentation des références doit suivre les conventions bibliographiques. Il est recommandé d'utiliser les modèles {{Ouvrage}}, {{Chapitre}}, {{Article}}, {{Lien web}} et/ou {{Bibliographie}}. Le mode d'édition visuel peut mettre en forme automatiquement les références.
- Insérer une infobox (cadre d'informations à droite) n'est pas obligatoire pour parachever la mise en page.

Pour une aide détaillée, merci de consulter Aide:Wikification.
Si vous pensez que ces points ont été résolus, vous pouvez retirer ce bandeau et améliorer la mise en forme d'un autre article.

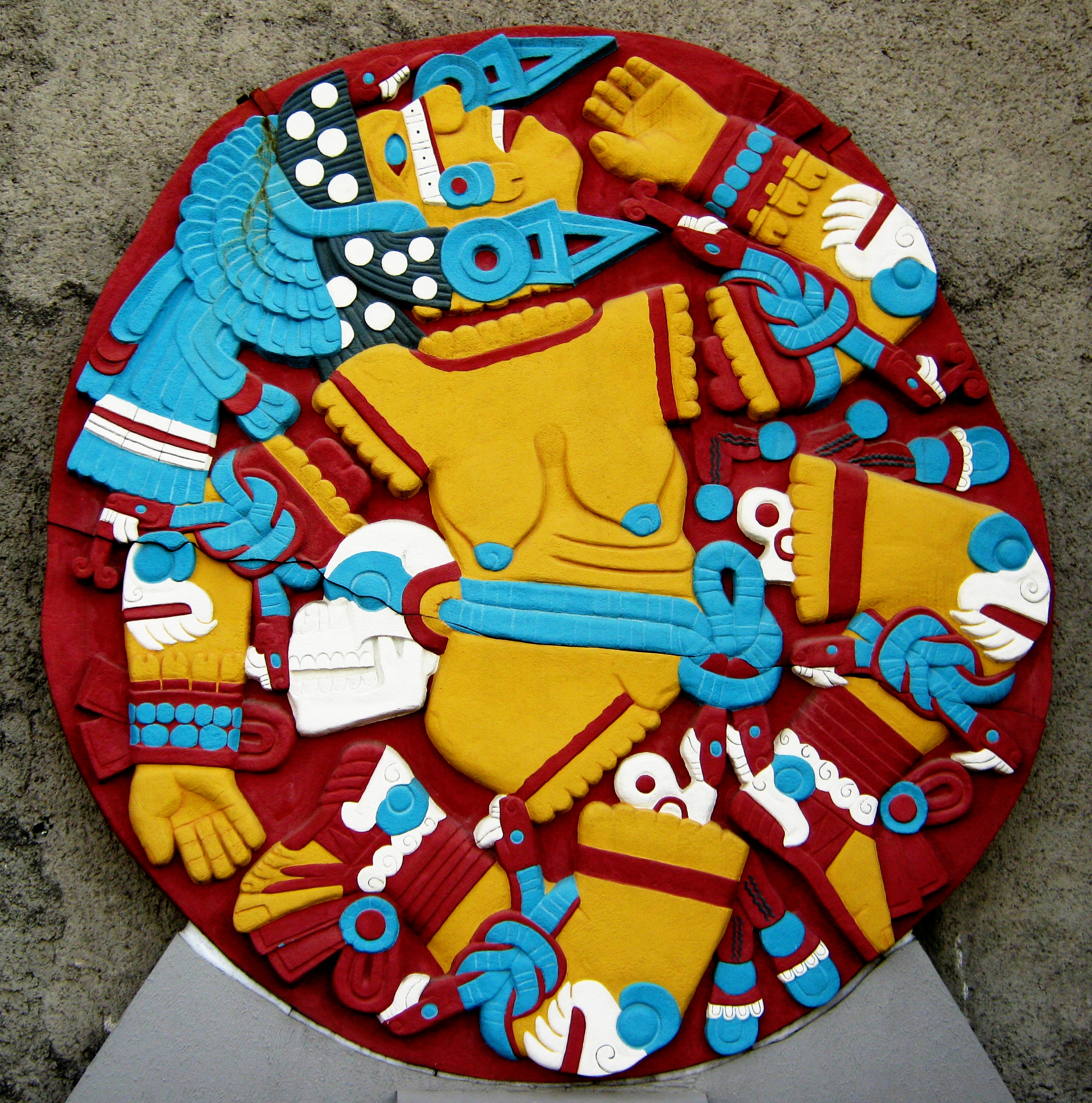
Le monolithe de Coyolxāuhqui qui se trouvait au pied du Huēyi Teōcalli (Temple Mayor) à Tenochtitlan, qui est une réplique de la montagne originelle de Coatepec. Le monolithe représente son corps démembré et fragmenté.

L'impératif Coyolxauhqui est une théorie nommée d'après la déesse aztèque de la lune Coyolxauhqui, pour expliquer un processus continu et permanent de guérison d'événements qui fragmentent, démembrent ou blessent profondément le moi sur le plan spirituel, émotionnel et psychologique. L’ impératif est la nécessité de regarder les blessures, de comprendre comment le soi a été fragmenté, puis de reconstruire ou de refaire le soi d’une nouvelle manière. La mise en œuvre répétée de ce processus s'inscrit dans la recherche de la plénitude ou de l’intégration. Le concept a été développé par la féministe lesbienne Chicana Gloria E. Anzaldúa,,.
Les chercheurs et chercheuses ont appliqué sa théorie à divers contextes comme par exemple la nécessité pour les établissements d'enseignement de reconnaître leur responsabilité à l'égard des étudiant·es marginalisé·es ; d'examiner les blessures qu'ils ont causées afin qu'ils puissent se restructurer de sorte à permettre une guérison holistique pour les étudiant·es de couleur. La théorie a également été appliquée à l'identité, en révélant des aspects du soi qui ont été enfouis à cause du colonialisme, puis en reconstruisant le soi en examinant la complexité des blessures et en reconnaissant la fluidité et l'interconnexion de l'ensemble. La théorie est reconnue comme l'une des contributions centrales d'Anzaldúa à la théorie féministe Chicana, avec Nepantla, l'activisme spirituel et le nouveau tribalisme.

## Étymologie
La théorie porte le nom de Coyolxauhqui, qui est une figure importante de la croyance aztèque. Coyolxauhqui, la fille aînée de Coatlicue, décide de tuer sa mère après avoir été gênée d'apprendre la grossesse soudaine de Huitzilopochtli. Alors que Coyolxauhqui se prépare au combat au pied de la montagne de Coatepec (dont le site actuel est inconnu), en collaboration avec les autres enfants de Coatlicue (Centzon Huitznahuas), l'un des enfants, Quauitlicac, prévient Huitzilopochtli de l'attaque imminente alors qu'il est encore in utero. Désormais consciente de l'attaque, Coatlicue donne naissance miraculeusement à Huitzilopochtli, qui a atteint sa taille adulte et sort de l'utérus en brandissant « son bouclier, teueuelli, ses fléchettes et son lanceur de fléchettes bleu, appelé xinatlatl ».
Après avoir été décapitée par Huitzilopochtli, son corps est démembré alors qu'il tombe de la montagne : « Il a transpercé Coyolxauhqui, puis lui a rapidement arraché la tête. Il s'est arrêté là, au bord du Coatepetl. Et son corps est tombé en bas ; il est tombé en se brisant en morceaux ; en divers endroits, ses bras, ses jambes, son corps tombèrent chacun. » Dans certains récits de l'histoire, Huitzilopochtli jette la tête de Coyolxauhqui dans le ciel, qui devient alors la Lune, afin de réconforter sa mère et de lui permettre de voir sa fille dans le ciel pendant la nuit. Anzaldúa s'inspire également de ces récits, qui désignent Coyolxauhqui comme la Lune.

## Processus
Dans ses écrits, Anzaldúa décrit la théorie comme suit :
L’impératif de Coyolxauhqui est de guérir et de parvenir à l’intégration. Lorsque des fragmentations se produisent, vous tombez en morceaux et vous avez l'impression d'avoir été expulsé·e du paradis. Coyolxauhqui symbolise pour moi le processus nécessaire de démembrement et de fragmentation, de voir le soi ou les situations dans lesquelles on est impliqué·e différemment. C’est aussi mon symbole de reconstruction et de réajustement, qui permet de rassembler les pièces d’une nouvelle manière. L’impératif de Coyolxauhqui est un processus continu de création et de déconstruction. Il n’y a jamais de résolution, juste un processus de guérison. Le parcours de l'artiste, l'impulsion créatrice, ce que j'appelle l' impératif de Coyolxauhqui, est au fond une tentative de cicatriser les blessures. C'est une recherche de complétude intérieure... après avoir été divisée, démembrée ou déchirée, la personne doit se ressaisir, se souvenir et se reconstruire à un autre niveau.
Anzaldúa déclare que l'individu doit imaginer ou rejouer son propre traumatisme afin de se remembrer sous une nouvelle forme. Grâce à ce processus de reconstitution de ses traumatismes, un processus de guérison de renaissance ou de reconstruction peut être mis en œuvre et achevé. Anzaldúa prévient que la voie la plus facile, celle du desconocimiento, "conduit la conscience humaine vers l'ignorance, la peur et la haine" et n'aboutit qu'à davantage de traumatismes, de douleur et de violence. Le chemin le plus difficile de la connaissance « mène à l’éveil, à la compréhension, à la réalisation et au courage », tout en comblant les fossés à travers l’abîme que crée l’autosatisfaction,. Anzaldúa reconnaît que seule une très petite minorité de personnes choisira la voie la plus difficile de la connaissance, mais elle affirme que cela n'est pas étonnant et qu'il n'y a pas lieu de désespérer.
Même si seul un petit pourcentage des six milliards d’habitant·es de la planète ont atteint un niveau élevé de conscience, la conscience collective de ces personnes a le pouvoir de contrebalancer la négativité du reste de l’humanité. En fin de compte, chacun·e de nous a le potentiel de changer la sensibilité du monde. En plus de bâtir une communauté, nous pouvons transformer notre monde en l'imaginant différemment, en le rêvant avec passion via tous nos sens et en le voulant dans la création.
Elle conclut en déclarant que grâce à ce changement qui commence au niveau individuel, un changement communautaire et finalement un changement global est possible : « en apportant une compréhension psychologique et en utilisant des approches spirituelles dans l'activisme politique, nous pouvons arrêter la destruction de notre humanité morale et compatissante. Empouvoiré·es, nous aurons la motivation de nous organiser, d'obtenir justice et de commencer à guérir le monde. »

## Exemple

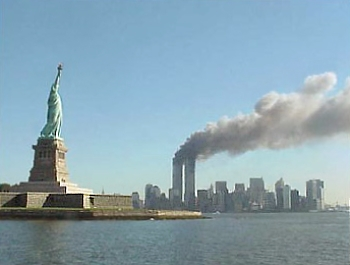
Attaques du 11 septembre à New York. Vue du World Trade Center et de la statue de la Liberté. (2001)

L’impératif de Coyolxauhqui est décrit par Anzaldúa dans le contexte de la blessure que lui a causée l’observation des événements du 11 septembre. Dans son article « Soyons la guérison de la blessure », Anzaldúa déclare avoir été témoin de la chute des Twin Towers et écrit : 
Chaque image violente de l'effondrement des tours, transmise en direct dans le monde entier puis répétée mille fois à la télévision, me coupait le souffle, chaque image gravée dans mon esprit. Blessée, je suis tombé en état de choc, froid et moite. Ce moment m'a fragmenté, me dissociant de moi-même... Des corps en feu, des corps tombant dans le ciel, des corps matraqués et écrasés par la pierre et l'acier, les corps piégés et étouffants sont devenus nos corps.
Anzaldúa déclare que cet événement lui a provoqué le susto, ce qui l'a suspendue « dans les limbes dans cet espace intermédiaire, nepantla ». Dans cet espace intermédiaire, Anzaldúa note :
J'ai erré dans mes journées en pilote automatique, me sentant déconnectée des événements de ma vie... Comme la Llorona perdue et seule, j'étais bloquée en susto, dans un état d'impuissance, de chute, de naufrage. Submergé de tristesse, j'ai pleuré tous les morts, compté nos pertes, réfléchi au rôle joué par notre pays dans la tragédie et à la façon dont j'en étais personnellement responsable. Il était difficile de reconnaître, et encore moins d'exprimer, la profondeur de mes sentiments – au contraire, je l'ai trâguée.
SÀ la suite du suspend dans le susto, la dissociation et la dépression, Anzaldúa affirme qu'il est nécessaire de traverser ce traumatisme et le chagrin qu'il crée « vers un autre état d'esprit ». Anzaldúa rapporte que les conséquences de ce traumatisme peuvent se manifester par des « bêtes de l'ombre (desconocimientos) : engourdissement, colère et désillusion » et déclare que « nous héritons toujours des problèmes passés de la famille, de la communauté et de la nation ». En conséquence, Anzaldúa note qu'elle est à la recherche d’un moi renouvelé :
Je contemple la lune, Coyolxauhqui, et sa lumière dans l'obscurité. Je recherche une image de guérison, une image qui me reconnecte aux autres. Je recherche l'ombre positive dont j'ai également hérité. Avec l'impératif de « parler » esta herida abierta (cette blessure ouverte) avant qu'elle ne noie toutes les voix, les sentiments que j'avais enfouis commencent à se déployer. Vulnérable une fois de plus, je suis griffé par les serres du chagrin.
Anzaldúa affirme que depuis l'endroit blessé, il est difficile de parler de la blessure ouverte et de donner un sens au traumatisme afin de « recoller les morceaux de ma vie ». Anzaldúa suggère que cela peut être réalisé grâce à l'activisme spirituel : « J'aspire à transmettre à la prochaine génération l'activisme spirituel que j'ai hérité de mes cultures. Si je m'oppose à l'acte de guerre de mon gouvernement, je ne peux pas rester silencieuse, être complice. Mais malheureusement, nous sommes tous et toutes complices. En tant qu'artiste, Anzaldúa déclare que sa responsabilité est
témoigner de ce qui nous hante, prendre du recul et tenter de voir le schéma de ces événements (personnels et sociétaux), et comment nous pouvons réparer el daño (les dégâts) en utilisant l'imagination et ses visions. Je crois au pouvoir transformateur et à la médecine de l’art. À mon avis, le véritable combat de ce pays est contre son ombre : son racisme, sa propension à la violence, sa rapacité de consommation, sa négligence de sa responsabilité envers les communautés mondiales et l'environnement, et le traitement injuste des dissidents et des exclu·es, en particulier des personnes racisées . En tant qu’artiste, je me sens obligé d’exposer ce côté sombre que les grands médias et le gouvernement nient. Pour comprendre notre complicité et notre responsabilité, nous devons regarder dans l’ombre.
Anzaldúa suggère ainsi que le processus de remembrement de soi s’effectue en regardant l’ombre que la blessure a créée, tant au sens personnel que national, puisque les deux sont intrinsèquement liés. En tant qu’artiste, elle conclut que regarder les ombres de la blessure est le chemin vers la guérison. Dans cet exemple, bien que le fait d’avoir été témoin des attentats du 11 septembre ait infligé un traumatisme personnel à Anzaldúa, elle reconnaît que le processus de guérison de ce traumatisme implique un activisme spirituel qui s’étend au-delà d’elle-même. Le processus Coyolxauhqui a donc été évoqué en termes à la fois personnels, communautaires, nationaux et mondiaux,.